# Samoanische Fußballnationalmannschaft (U-23-Männer)
Die samoanische U-23-Fußballnationalmannschaft ist eine Auswahlmannschaft Samoanischer Fußballspieler, die der Football Federation Samoa unterliegt. Sie repräsentiert den Verband bei internationalen Freundschaftsspielen wie auch bei der Ozeanien-Qualifikation für die Olympischen Sommerspiele.

## Geschichte
Erstmals nahm die Mannschaft an dem Qualifikationsturnier im Jahr 1999 teil. Hier gelang in der Gruppenphase lediglich ein Dritter Platz, wo die einzigen Punkte aus dem 4:1-Sieg über Tonga am letzten Spieltag resultierten. Beim nächsten Turnier im Jahr 2004 gelangen dann durch einen 1:0-Sieg über die Salomonen und einem 4:4 gegen Papua-Neuguinea diesmal sogar vier Punkte. Dies reichte jedoch wieder nur für den Dritten Platz, da dem zwei weitere Niederlagen entgegenstanden.
Danach bleib die Mannschaft über viele Austragungen hin dem Turnier fern. Erst bei dem Turnier im Jahr 2019 trat man wieder an. Aber auch diesmal gelangen die einzigen Punkte nur durch einen 5:0-Sieg über Amerikanisch-Samoa, womit man erneut auf dem dritten Platz des Tableaus endete.

## Ergebnisse bei Turnieren
| Jahr | Platzierung        |
| ---- | ------------------ |
| 1991 | nicht teilgenommen |
| 1996 | nicht teilgenommen |
| 1999 | Gruppenphase       |
| 2004 | Gruppenphase       |
| 2008 | nicht teilgenommen |
| 2012 | nicht teilgenommen |
| 2019 | Gruppenphase       |

| Jahr | Platzierung        |
| ---- | ------------------ |
| 2015 | nicht teilgenommen |